# Hemby Bridge (Caroline du Nord)
Hemby Bridge est une ville américaine située dans le comté d'Union dans l'État de Caroline du Nord. En 2010, sa population était de 1 520 habitants.

## Démographie
| 2000 | 2010  | - | - | - | - |
| ---- | ----- | - | - | - | - |
| 897  | 1 520 | - | - | - | - |

## Source de la traduction
- (en) Cet article est partiellement ou en totalité issu de l’article de Wikipédia en anglais intitulé « Hemby Bridge, North Carolina » (voir la liste des auteurs).